# Pierangelo Bertoli (album 1979)
Pierangelo Bertoli è la prima compilation di Pierangelo Bertoli pubblicata nel 1979.

## Descrizione
Si tratta della prima raccolta dedicata al cantautore modenese; contiene anche i due brani inediti su album ma pubblicati a marzo sul 45 giri Verso Europa/Ridere di un'ora (Canzone per Carlotta).

## Tracce
Lato A
Testi di Pierangelo Bertoli, musiche di Alfonso Borghi, eccetto dove indicato diversamente.
1. Eppure soffia
2. Sera di Gallipoli (testo: Mauro Degola)
3. Povera Mary
4. Per te (musica: Marco Dieci)
5. Per dirti ti amo

Lato B
Testi di Pierangelo Bertoli.
1. Rosso colore (musica: Pierangelo Bertoli)
2. Il centro del fiume (musica: Alfonso Borghi)
3. Roca Blues (musica: Marco Dieci)
4. Ridere di un'ora (musica: Alfonso Borghi)
5. Verso Europa (musica: Pierangelo Bertoli)